# 波科莫克 (北卡羅萊納州)
波科莫克（英語：Pocomoke）是位於美國北卡羅萊納州富蘭克林縣的非建制地區。

## 歷史
波科莫克的郵局於1889年設立，其後於1907年停運。

## 地理
波科莫克所處的海拔為高於海平面159米（即522英呎），而該地所採用的時區為UTC-5，即北美东部时区（EST）。同時該地設有夏令時間，為UTC-5調快一小時，即UTC-4（EDT）。